# روجر ألين الثالث
روجر ألين الثالث (بالإنجليزية: Roger Allen III)‏ هو لاعب كرة قدم أمريكية أمريكي، ولد في 10 فبراير 1986 في رايتاون في الولايات المتحدة.

## وصلات خارجية
- روجر ألين الثالث على موقع مرجع كرة القدم المحترفة.كوم (الإنجليزية)